# Жінка в стіні
Жінка в стіні (англ. The Woman in the Wall) ― шестисерійна детективна драма британського телеканалу BBC One, створена Джо Муртою і знята компанією Motive Pictures, з Рут Вілсон і Дерілом Мак-Кормаком у головних ролях. Прем'єра телесеріалу відбулася 27 серпня 2023 року.

## Сюжет
Одного ранку 2015 року Лорна Брейді знаходить у своєму будинку в Кілкінурі труп незнайомої жінки. Лорна страждає від сомнамбулізму через травму з часів перебування в одній з сумнозвісних «пралень Магдалини», де в неї відібрали дочку. Коли в містечку знаходять автівку дублінського священника, приїздить детектив Колман Аканде, який розслідує його вбивство. Для Колмана ця справа є особистою — він народився в Будинку матері й дитини, і отець Персі допоміг його всиновленню.

## У ролях
- Рут Вілсон у ролі Лорни Брейді
  - Еббі Фітц — молодша Лорна
- Деріл Мак-Кормак — детектив-сержант Колман Аканде
  - Ніколас Нунес де Соуза — молодший Колман
- Саймон Делейні[en] — сержант Ейдан Мессі
- Філіппа Данн[en] — Ніам
- Марк Губерман[en] — Майкл Кірні
- Хільда Фей[en] — Емі Кейн
- Френсіс Томелті[en] — сестра Ейлін
  - Аойбхін Мак-Гінніті — молодша сестра Ейлін
- Дермот Кроулі[en] — Джеймс Койл
- Каоїмхе Фаррен — Клеменс Тулі
  - Сіара Стелл — молодша Клеменс
- Кілліан Ленаган — Конор Скеллі
- Стівен Бреннан — отець Персі Шихан
  - Майкл О'Келлі — молодший отець Персі
- Ліам Хеслін — Люк Дреннан
- Лінн Рафферті — Анна
- Чізі Акудолу[en] — Лола Аканде
- Еймер Морріссі — суперінтендантка Луїза Бірн
- Чарльз Абомелі[en] — Тайо Аканде
- Хелен Рош — Пеггі
- Енн Кент — Дейрдра
- Фіона Белл[en] — Аойфа Кессіді
  - Орла Геффні — молодша Аойфа
- Ардал О'Генлон[en] — Дара

## Епізоди
| № серії | Назва серії             | Режисер(и)    | Сценарист(и)               | Оригінальна дата показу |
| ------- | ----------------------- | ------------- | -------------------------- | ----------------------- |
| 1       | «Back to Life»          | Гаррі Вутліфф | Джо Мурта                  | 27 серпня 2023          |
| 2       | «Show Thyself»          | Гаррі Вутліфф | Джо Мурта                  | 28 серпня 2023          |
| 3       | «Knock, Knock»          | Рахна Сурі    | Джо Мурта і Маргарет Перрі | 3 вересня 2023          |
| 4       | «The Cruelty Man»       | Рахна Сурі    | Джо Мурта                  | 10 вересня 2023         |
| 5       | «Ex gratia»             | Гаррі Вутліфф | Джо Мурта                  | 17 вересня 2023         |
| 6       | «A Little Resurrection» | Гаррі Вутліфф | Джо Мурта                  | 24 вересня 2023         |

## Виробництво
У серпні 2022 року було анонсовано спільний проєкт телеканалів BBC і Showtime, сценаристом і автором якого є Джо Мурта, режисерами — Гаррі Вутліфф і Рахна Сурі, виконавицями головних ролей — Рут Вілсон і Деріл Мак-Кормак. Виконавчими продюсерами виступили Сем Лавендер, Саймон Максвелл, Джо Мурта, Рут Вілсон і Гаррі Вутліфф. Виробником серіалу стала компанія Motive Pictures. Оператори-постановники — Сі Белл і Стівен Ферґюсон.
Знімання відбувалося на локаціях у графстві Даун Північної Ірландії та в графстві Мейо Ірландської Республіки.

### Музика
У фіналі серіалу відбулася прем'єра невиданої «Пісні Магдалини» (The Magdalene Song) ірландської співачки Шинейд О'Коннор.

## Сприйняття
Сайт-агрегатор рецензій Rotten Tomatoes повідомив про 75 % схвалення із середнім рейтингом 8,0/10 на основі 8 відгуків критиків.